# Liste des aéroports canadiens par indicateur d'emplacement : CD
Cette liste d'aéroports reprend l'ordre alphabétique suivi par le « TC LID ». Le « TC LID » est le « lieu d'identification » donné par Transports Canada, représentant le nom et le lieu d'un aéroport. C'est une aide de direction pour aider la circulation aérienne, les télécommunications et les programmes d'ordinateur.
Le format des entrées sont:
- Lieu d'identification (TC LID) - IATA - Nom de l'aéroport (nom alternatif) - Communauté de l'aéroport - Province

Les aéroports du Réseau national des aéroports sont en caractères gras.

## CA -Canada- CAN[1],[2]
| TC LID | IATA | Nom de l'aéroport                                     | Communauté             | Province                  |
| ------ | ---- | ----------------------------------------------------- | ---------------------- | ------------------------- |
| CDA4   |      | Aéroport Pokemouche                                   | Pokemouche             | Nouveau-Brunswick         |
| CDA5   |      | Aéroport St. Andrews (Codroy Valley)                  | St. Andrews            | Terre-Neuve-et-Labrador   |
| CDA6   |      | Aérodrome Bristol                                     | Bristol                | Nouveau-Brunswick         |
| CDA7   |      | Héliport Shunda (Fire Base)                           | Shunda                 | Alberta                   |
| CDB5   |      | Héliport Moncton/Sailsbury                            | Moncton                | Nouveau-Brunswick         |
| CDC2   |      | Héliport St. John's (Universal)                       | Saint-Jean             | Terre-Neuve-et-Labrador   |
| CDC3   |      | Aéroport Dawson Creek (Flying L Ranch)                | Dawson Creek           | Colombie-Britannique      |
| CDC4   |      | Aérodrome Saint-Quentin                               | Saint-Quentin          | Nouveau-Brunswick         |
| CDC5   |      | Aérodrome Oie Lake/Dougall Campbell Field             | Oie Lake               | Colombie-Britannique      |
| CDD2   |      | Hydroaérodrome Porters Lake                           | Porters Lake           | Nouvelle-Écosse           |
| CDD3   |      | Aérodrome Sainte-Agnès-de-Dundee                      | Sainte-Agnès-de-Dundee | Québec                    |
| CDF2   |      | Aérodrome Teeswater (Dent Field)                      | Teeswater              | Ontario                   |
| CDF3   |      | Aérodrome Englehart (Dave's Field)                    | Englehart (Ontario)    | Ontario                   |
| CDG2   |      | Héliport Digby (General Hospital)                     | Digby                  | Nouvelle-Écosse           |
| CDG3   |      | Aérodrome Dungannon                                   | Dungannon              | Ontario                   |
| CDH1   |      | Aéroport Huntsville/Deerhurst Resort                  | Huntsville             | Ontario                   |
| CDH2   |      | Héliport Drumheller (Health Centre)                   | Drumheller             | Alberta                   |
| CDH3   |      | Village aéronautique Finlay                           | Finlay                 | Nouvelle-Écosse           |
| CDH4   |      | Héliport Duncan (Cowichan District Hospital)          | Duncan                 | Colombie-Britannique      |
| CDJ4   |      | Hydroaérodrome Clear                                  | Clearwater             | Nouveau-Brunswick         |
| CDJ5   |      | Aéroport Strathmore (D.J. Murray)                     | Strathmore             | Alberta                   |
| CDK2   |      | Aéroport Diavik                                       | Diavik Diamond Mine    | Territoires du Nord-Ouest |
| CDL3   |      | Héliport Daysland Health Centre                       | Daysland               | Alberta                   |
| CDL5   |      | Hydroaérodrome Doctor's Lake East                     | Yarmouth               | Nouvelle-Écosse           |
| CDL6   |      | Hydroaérodrome Doctor's Lake West                     | Yarmouth               | Nouvelle-Écosse           |
| CDL7   |      | Aérodrome Doris Lake                                  | Doris Lake             | Nunavut                   |
| CDL8   |      | Aérodrome Centredale                                  | Centredale             | Nouvelle-Écosse           |
| CDM2   |      | Aérodrome Didsbury/Minty Field                        | Didsbury               | Alberta                   |
| CDO2   |      | Aéroport Drumheller/Ostergard's                       | Drumheller             | Alberta                   |
| CDS2   |      | Aérodrome Disley                                      | Lumsden                | Saskatchewan              |
| CDS6   |      | Hydroaérodrome Parry Sound/Derbyshire Island          | Parry Sound            | Ontario                   |
| CDT2   |      | Hydroaérodrome Hoopers Lake                           | Hoopers Lake           | Nouvelle-Écosse           |
| CDT3   |      | Héliport Arichat (St. Anne Ladies Auxiliary Hospital) | Arichat                | Nouvelle-Écosse           |
| CDT5   |      | Aéroport Buctouche                                    | Bouctouche             | Nouveau-Brunswick         |
| CDT6   |      | Héliport Bridgewater (South Shore Regional Hospital)  | Bridgewater            | Nouvelle-Écosse           |
| CDU3   |      | Héliport Yarmouth (Regional Hospital)                 | Yarmouth               | Nouvelle-Écosse           |
| CDU4   |      | Hydroaérodrome Springdale/Davis Pond                  | Springdale             | Terre-Neuve-et-Labrador   |
| CDU6   |      | Aéroport Doaktown                                     | Doaktown               | Nouveau-Brunswick         |
| CDV2   |      | Aérodrome Downs Gulch                                 | Downs Gulch            | Nouveau-Brunswick         |
| CDV3   |      | Héliport Charlottetown (Queen Elizabeth Hospital)     | Charlottetown          | Île-du-Prince-Édouard     |
| CDW2   |      | Aéroport Baddeck (Crown Jewel)                        | Baddeck                | Nouvelle-Écosse           |
| CDY3   |      | Aérodrome Fogo                                        | Fogo                   | Terre-Neuve-et-Labrador   |
| CDY5   |      | Héliport Antigonish (St. Martha's Regional Hospital)  | Antigonish             | Nouvelle-Écosse           |
| CDY6   |      | Village aéronautique Bridgewater/Dayspring            | Bridgewater            | Nouvelle-Écosse           |